# ولکان (ویرجینیای غربی)
ولکان (به انگلیسی: Vulcan) یک منطقهٔ مسکونی در ایالات متحده آمریکا است که در شهرستان مینگو، ویرجینیای غربی واقع شده‌است. ولکان ۲۲۴٫۹۵ متر بالاتر از سطح دریا واقع شده‌است.